# Séminaire de Bayonne
Le séminaire de Bayonne est un séminaire catholique situé à Bayonne dans les Pyrénées-Atlantiques. Il a connu plusieurs implantations au cours de son histoire depuis 1722.

## Histoire
Le séminaire du diocèse de Bayonne, Lescar et Oloron est érigé par lettres patentes en 1722 grâce à un legs de donateurs pour acheter un terrain et lancer le projet d'André Dreuillet qui le confie aux pères de la doctrine chrétienne. Il est fermé à la Révolution et transformé en hôpital. Il rouvre après le concordat de 1801 et mène une existence paisible jusqu'à sa confiscation et sa fermeture en 1906 par les autorités de la Troisième République. Les grandes orgues sont vendues au curé de Gabat qui les offre en 1914 à l'église Sainte-Marie d'Anglet. L'ancien séminaire sert au logement de familles modestes. Il est démoli dans les années 1950 pour construire une cité HLM. 

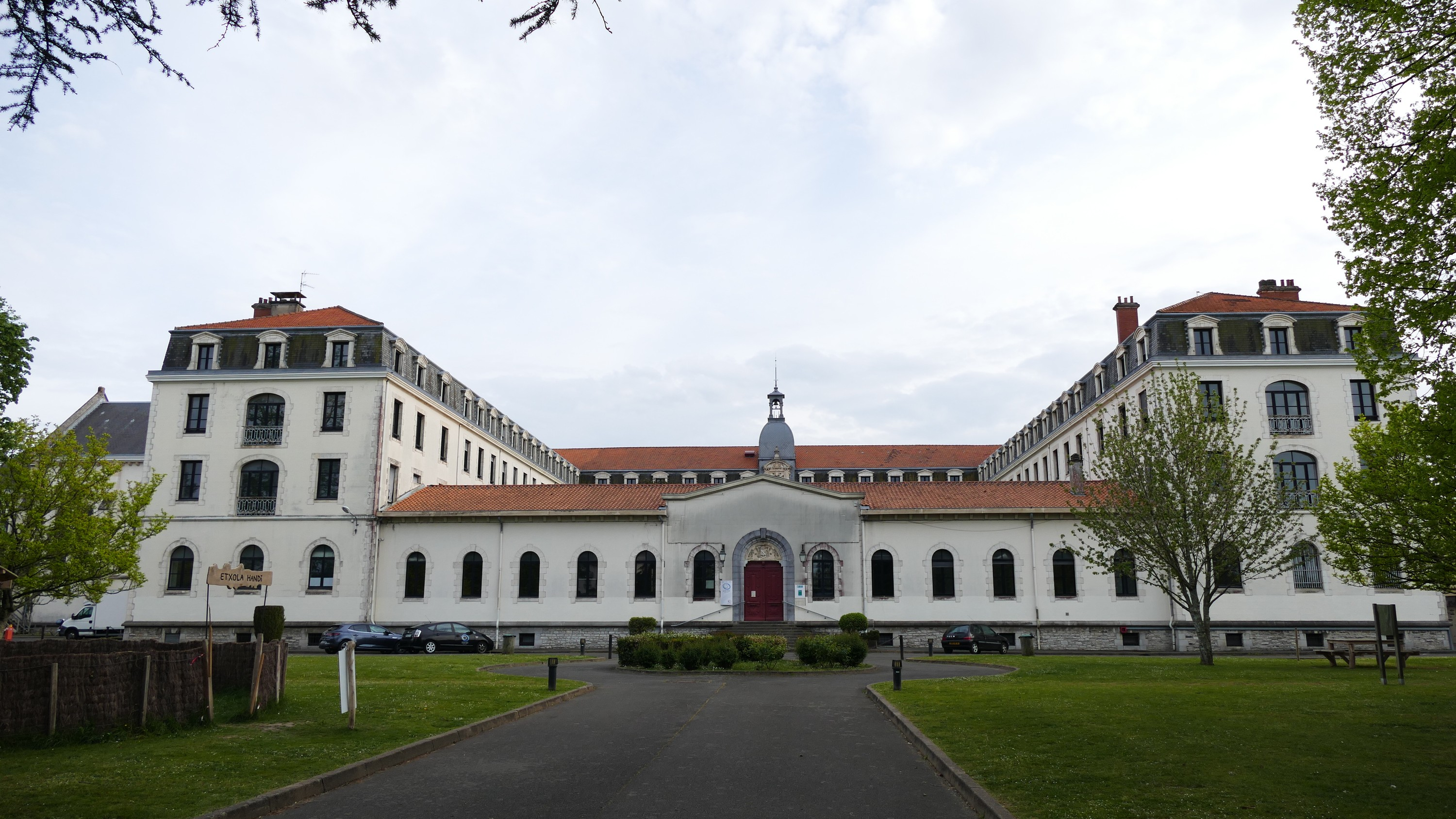
Le séminaire du quartier de Marracq, actuel conservatoire d'arts.

François-Xavier-Marie-Jules Gieure, évêque de Bayonne depuis 1906, décide de la réouverture d'un nouveau séminaire et pose la première pierre de cet établissement de formation des prêtres du pays basque, le 2 mars 1914 (fête de saint Léon, premier évêque de Bayonne), toujours dans le quartier Marracq tout près de l'ancien séminaire. Le projet architectural est confié à l'architecte bayonnais Albert Saint-Vanne, selon un plan en U. Il ouvre le 11 mai 1919. La région connaît alors traditionnellement une très forte pratique religieuse, bien supérieure à la moyenne nationale (il comptait 854 prêtres diocésains en 1950, contre 279 en 2012), tendance qui se poursuit jusqu'au début des années 1970. Pendant l'Occupation, le séminaire est réquisitionné par les Allemands de 1940 à 1944. Il accueille dans les années 1960 des séminaristes venus du Laos et du Viêt Nam marqués par la guerre. Après la crise post-conciliaire, le séminaire devenu trop grand ferme ses portes en 1973 et il est vendu à la municipalité qui en fait un conservatoire de musique, de théâtre et de danse. Les séminaristes s'installent dans d'autres locaux. Ce séminaire forme les futurs prêtres du diocèse de Bayonne, Lescar et Oloron, ainsi que ceux du diocèse de Dax. Pierre Molères décide de le fermer en 2005, les vocations n'étant pas assez soutenues. L'ancien séminaire de François-Xavier-Marie-Jules Gieure abrite aujourd'hui la Cité des Arts de la ville de Bayonne et l'ancienne chapelle aux vitraux remarquables de Mauméjean est devenue l'auditorium Daniel-Dechico.
Marc Aillet, évêque de Bayonne depuis 2008, réagit en ouvrant en 2009 une classe de propédeutique et en septembre 2010 cinq étudiants entrent dans des locaux provisoires, puis il lance en 2011 le projet de l'Espace Cestac installé dans l'ancien couvent des capucins, au 50 avenue de la Légion tchèque. 

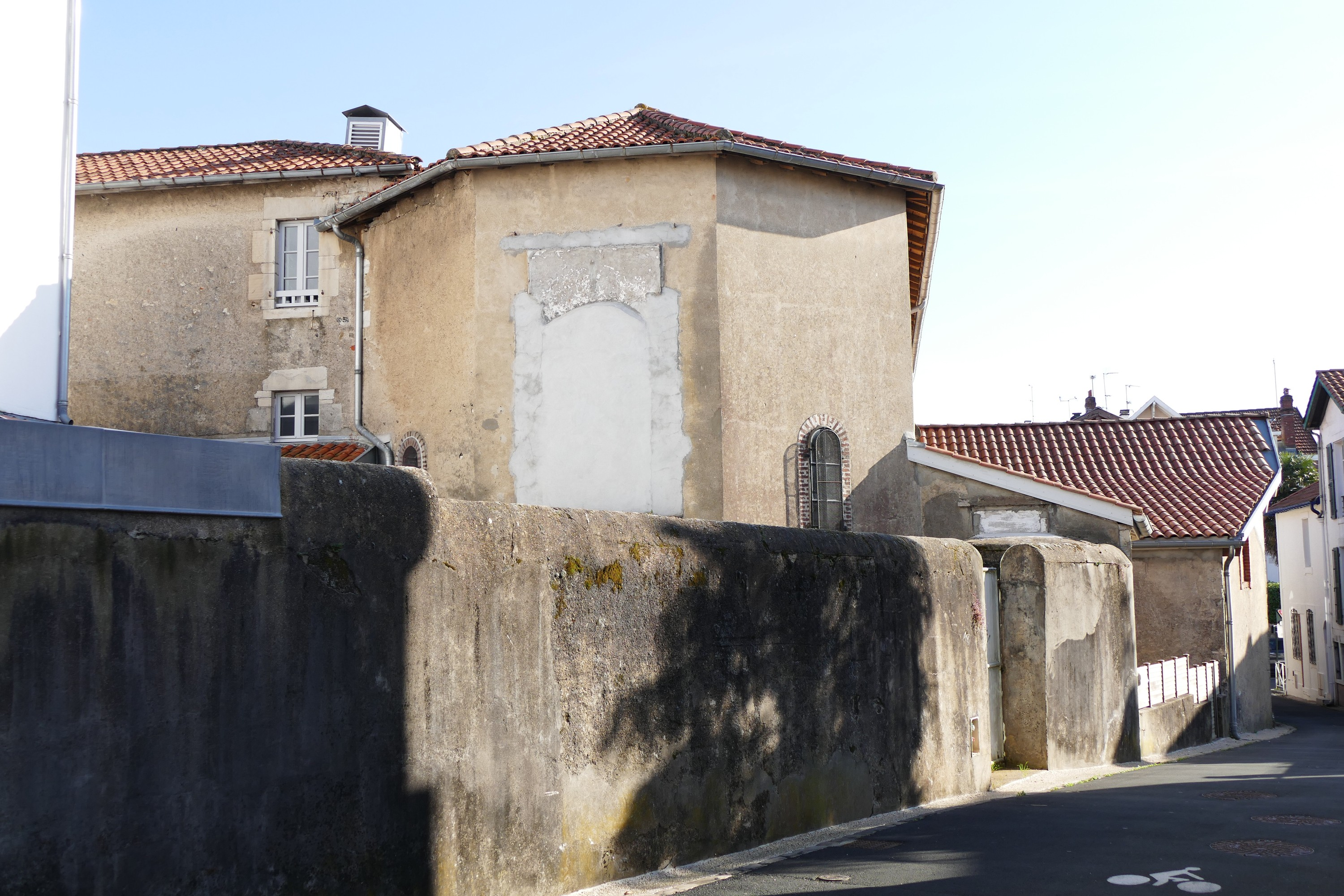
Ancien Couvent des Capucins.

Cet espace réunit la bibliothèque diocésaine avec salles de conférences, riche d'un fonds ancien exceptionnel de 45 000 livres et 6 000 documents, et le séminaire proprement dit. Il y a déjà une vingtaine d'étudiants en 2013. Les travaux débutent en septembre 2015. Les nouveaux locaux rénovés sont bénis par lui le 1er octobre 2016 en présence du maire de la ville, M. Jean-René Etchegaray et de diverses personnalités. Le séminaire est placé sous les vocables des Saints Cœurs de Jésus et de Marie. 
Le cursus au séminaire de Bayonne s'étend sur six années : deux ans de formation philosophique, deux ans de stage pratique suivis de deux ans de formation théologique.

## Recteurs
- Clément Mathieu
- Jean Saint-Pierre 1914